# كوماتسوشيما (توكوشيما)
مدينة كوماتسوشيما (بالإنجليزية: Komatsushima)‏ هي أحد المدن التابعة لمحافظة توكوشيما. تأسست رسميًا في 01/06/1951. ويقدر عدد سكانها بـ 41540 نسمة حسب تقدير مكتب الإحصاء الياباني لعام 2012. تبلغ مساحة كوماتسوشيما 45.24 كم2. بكثافة سكانية تبلغ 918 نسمة/كم2.

## أعلام
- نوريهيتو سوميتومو
- تسوكاسا شيوتاني
- هيرويوكي هاياشي